# Клястицька волость
Клястицька волость — адміністративно-територіальна одиниця Аккерманського повіту Бессарабської губернії.
Станом на 1886 рік складалася з 5 поселень, 5 сільських громад. Населення — 10657 осіб (5418 осіб чоловічої статі та 5239 — жіночої), 872 дворових господарств.
|                     | Площа, десятин | У тому числі орної, дес. |
| ------------------- | -------------- | ------------------------ |
| Сільських громад    | 34752          | 27116                    |
| Приватної власності | —              | —                        |
| Казенної власності  | —              | —                        |
| Іншої власності     | 1200           | 800                      |
| Загалом             | 41489          | 27946                    |

Поселення волості:
- Клястиць — колонія німців при річці Шага за 80 верст від повітового міста, 2028 осіб, 183 дворових господарства, лютеранська церква, школа, 2 лавка. За 3 версти — молитовний будинок, школа.
- Березине — колонія німців при річці Котельник, 2334 осіб, 258 дворових господарства, лютеранська церква, школа, лавка.
- Бородіно — колонія німців при річці Сака, 2903 особи, 151 дворове господарство, лютеранський молитовний будинок, школа, поштова станція, лавка.
- Гоффнунґсталь — колонія німців при балці Карадой, 1302 особи, 93 дворових господарства, лютеранський молитовний будинок, школа, лавка, базари раз на 2 тижня.
- Лейпциг — колонія німців при річці Котельник, 1962 особи, 187 дворових господарства, лютеранська церква, школа, лавка.